# International Standard Audiovisual Number
International Standard Audiovisual Number (ISAN) –Estándar internacional de la numeración audiovisual– es un sistema de numeración que identifica de forma unívoca las obras audiovisuales y sus versiones relativas así como el ISBN es un indentificador único para los libros. Fue desarrollado por el Organismo Internacional para la Normalización ISO(International Organization for Standardization), grupo de trabajo TC46/SC9. ISAN es dirigido y gestionado por ISAN-IA.
El estándar ISAN (ISO standard 15706:2002 & ISO 15706-2) es recomendado o requerido como identificador audiovisual para los productores, estudios, emisoras, proveedores de Internet, editoriales de videojuegos que necesitan codificar, hallar y distribuir videos en diferentes formatos. El sistema ISAN permite identificar, mediante la asignación de un número de referencia unívoco y reconocido en todo el mundo las obras audiovisuales y sus versiones relativas, registradas en el sistema ISAN. 
ISAN identifica las obras por todo el ciclo de vida, de la proyectación, a la producción hasta llegar a la distribución y la fruicción. Su fuerza alberga en sus beneficios universales y en su estabilidad duradera.
Los ISAN pueden incorporarse tanto en los medios digitales como en los físicos: imprimidos en los pósteres cinematográficos de las películas, en los DVD, en las publicaciones, en los anuncios, en el merchandisign y en el packaging así como en los contratos de licencia para identificar la obra de forma unívoca.
El identificador ISAN está incorporado en muchos Estándares (en fase de desarrollo o definitivos) como AACS, DCI, MPEG, DVB y ATSC.

## Formato del número

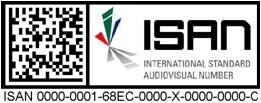
Ejemplo del número ISAN con código de barras bidimensional.

El ISAN está compuesto por 26 números, divididos en 3 segmentos: raíz, episodio o parte y versión. La  raíz se asigna a la obra original. Las partes sucesivas de las películas o episodios de obras televisivas relativas a la misma obra pueden tener la misma raíz pero diferentes componentes de “episodios o parte” (si una obra no tiene partes o episodios asociados, entonces el segmento entero es igual a cero. Las obras (y sus episodios o partes) que han sido modificados de alguna forma, por ejemplo con el doblaje, los subtítulos en otros idiomas, pueden tener versiones diferentes. Si el ISAN de 96 bits está representado en hexadecimal, entonces se compone de 24 caracteres, por ejemplo: 000000018947000000000000.
De todas formas, el ISAN para facilitar la lectura humana empieza siempre con la etiqueta ISAN que aparece con un guion para separar el número en grupos de caracteres. Además, se incluyen 2 caracteres de control (check characters), compuesto por las letras de A a Z para verficar errores de transcripción. Así resulta el número siguiente: 0000-0001-8947-0000-8-0000-0000-D.
ISAN-IA ha desarrollado una práctica recomendada para codificar el ISAN en un código de barras bidimensional de 96 pixels square.
Un ISAN es registrado a nivel central y le asignan un número de referencia. La obra o el contenido al que se refiere el ISAN está identificado por una serie de metadatos registrados por ISAN-IA. Las Agencias de Registro autorizadas e ISAN-IA trabajan juntas para evitar asignaciones de dobles de ISAN con la misma serie de metadatos. La serie de metadatos ISAN incluye el título (original y alternativo),  el reparto (director, productores, guionista, etc.) el tipo de obra (película, documental, serial televisivo o programa de entretenimiento, acontecimiento deportivo, videojuego, etc.), duración, año de producción y una docena de otros datos relativos a la obra. Estos metadatos se aplican a cualquier tipo de obra audiovisual e incluyen sus versiones relativas de tráileres, videos y emisoras.
Además, se utilizará el High Capacity Color Barcode (código de barra de alta capacidad) de Microsoft.

## ISAN-IA
ISAN-IA (ISAN International Agency) está ubicado en Ginebra. Es una asociación no-profit fundada en el 2003 por AGICOA, CISAC, y FIAPF para promover el Estándar ISAN.
ISAN-IA está encargada de :
- Mantener la base de datos central de ISAN.
- Implementar, gestionar y dirigir el sistema ISAN.
- Acreditar y autorizar las agencias de registro en todo el mundo.
- Promover con la ayuda de las agencias de registración el Estándar ISAN en la industria audiovisual.